# Tommaso de Vio
Tommaso de Vio (nazývaný také Kajetán nebo Gaetano, 20. února 1469, Gaeta – 10. srpna 1534, Řím) byl filozof, teolog, exegeta, kardinál, generální představený dominikánského řádu.

## Život

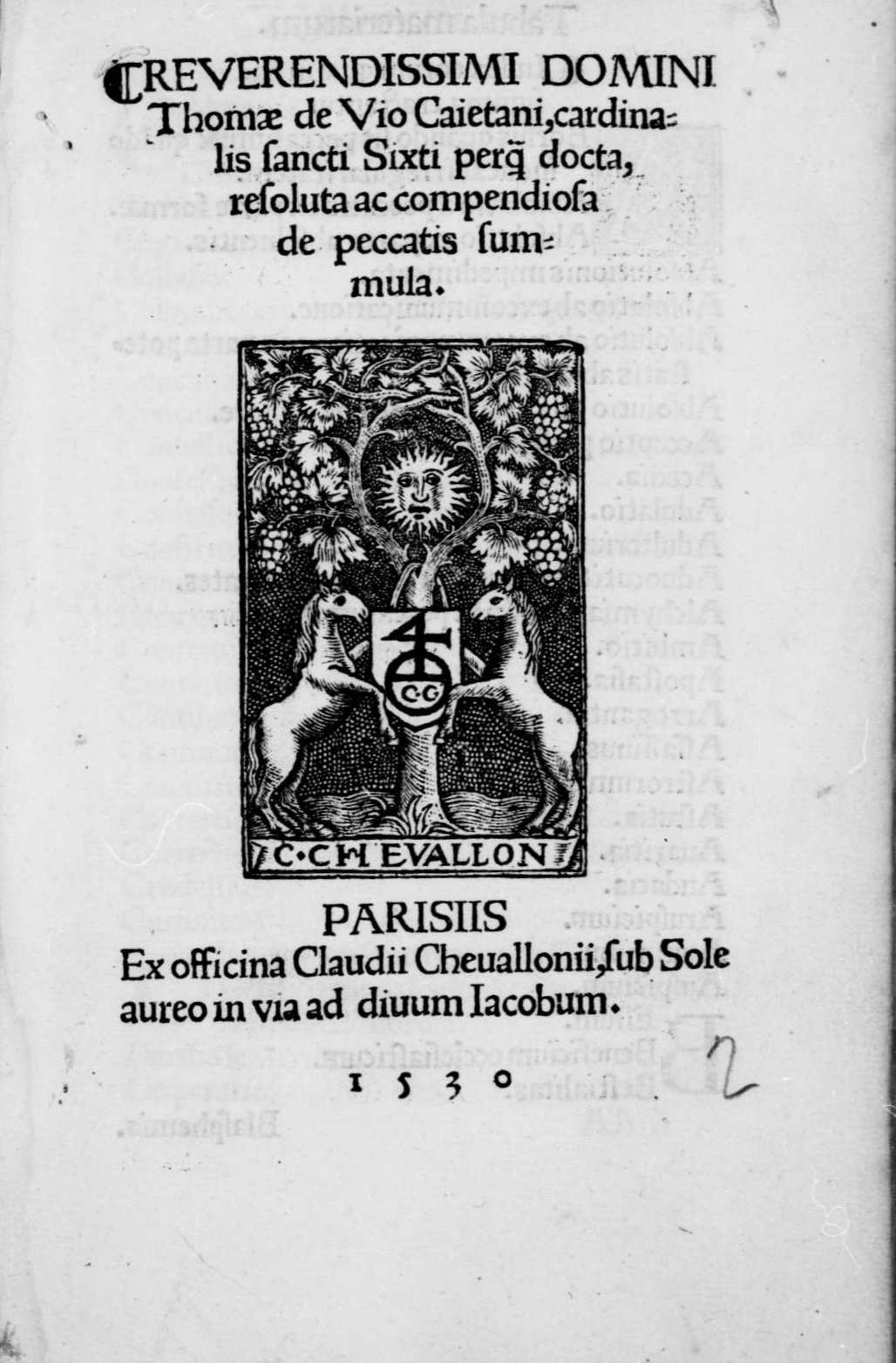
Summula Caietani, 1530

Opuscula omnia, 1596

Narodil se v Gaetě 20. února 1469. V roce 1484 vstoupil do dominikánského kláštera Gaeta, kde přijal jméno Tomáš, a pokračoval ve studiu teologie a filozofie v Neapoli, Boloni a Padově. Byl profesorem teologie na univerzitách v Pavii a Římě; v této oblasti získal značnou reputaci díky veřejné debatě s Picem della Mirandolou v 1494 ve Ferraře. Od 1508 do 1518 působil jako generální představený řehole a poradce papežů. Ukázal velkou horlivost při obraně papežství na koncilu v Pise v sérii publikací, které byly v Sorbonně zakázány a spáleny na rozkaz francouzského krále Ludvíka XII.
V 1517 jej papež Lev X. jmenoval kardinálem a arcibiskupem Palerma, následující rok se stal arcibiskupem Gaety. V roce 1518 byl poslán do Německa jako papežský legát, aby se zúčastnil augsburského říšského sněmu. S úspěchem pracoval na zvolení Karla V. za císaře Svaté říše římské 28. června 1519 (konkurent František I., král Francie), a tam se snažil zastavit vznikající protestantskou reformaci Martina Luthera. V roce 1519 se vrátil do Říma, aniž by se mu podařilo přesvědčit Martina Luthera, aby opustil své plány reforem. Pomohl papeži při předložení buly Exsurge Domine, zaměřené na boj proti šíření reformace.
V 1523 až 1524 organizoval odpor proti Turkům v Německu, Polsku a Uhersku. V roce 1527 byl zajat lancknechty během Sacco di Roma (vyplenění Říma), později však byl propuštěn. V roce 1534 vydal konečné rozhodnutí o platnosti manželství Jindřicha VIII. a Kateřiny Aragonské.
Zemřel v Římě v roce 1534.

## Dílo
Vedle teologické tvorby v souladu s tomistickou školou působil Tomasso De Vio také jako exegeta. Mezi 1523 a 1532 vydal několik svazků překladů a literárních komentářů Bible, které zahrnují velkou část Starého zákona a téměř celý Nový zákon, s výjimkou Zjevení svatého Jana Apoštola. Jeho důraz na hledání doslovného významu textu klade počátky moderní katolické exegetické tradice.